# Мацей Куронь
Мацей Куронь (пол. Maciej Kuroń, 8 березня 1960 Варшава — 25 грудня 2008 Ізабелін-Ц) — польський шеф-кухар, журналіст, кулінарний публіцист, телеведучий програм на кулінарну тематику. Син Гражини та Яцка Куронів.

## Біографія

### Дитинство та рання юність
Переможець історичної Олімпіади планував навчатися на історичному факультеті Варшавського університету, однак перешкодою цьому стало рішення тодішнього міністра вищої освіти. Нарешті, у жовтні 1979 року почав навчання на історичному факультеті Вищої педагогічної школи в Ольштині.

### 80-ті роки XX століття
Після страйків у серпні 1980 року та створення «Солідарності» ініціював створення незалежної студентської організації в Ольштині. 18-19 жовтня 1980 року брав участь у установчому з'їзді у Варшаві. Як делегат Ольштинського ВПШ, був членом Національного засновницького комітету, і за його ідеєю нова молодіжна організація, яка протистояла комуністичній владі, прийняла назву «Незалежна студентська асоціація».

### Воєнний стан (1981—1983)
У 1981 році був одним з головних організаторів студентських страйків на ВПШ — 25-27 лютого та 23 листопада — 11 грудня 1981 року. Після оголошення воєнного стану 13 грудня 1981 року був інтернований у Бялоленку та негайно депортований з університету. У той час його представником від імені студентської комісії, відповідальної за допомогу людям, репресованим під час воєнного стану, був тодішній студент 3 курсу факультету права та адміністрації Варшавського університету Роберт Гвіаздовський. Після скасування воєнного стану поїхав до США, де навчався в Кулінарному інституті Америки.

### Ведучий кулінарних програм
Був автором кількох кулінарних книг, зокрема «Польської кухні. Кухні Співдружності багатьох народів». Належав до Асоціації Вільного слова. По телебаченню вів кулінарні програми: «Небо в роті» (пол. Niebo w gębie) на WOT, «Готуй з Корунем» (пол. Gotuj z Kuroń) та «Куронь одного разу» (пол. Kuroń raz) на TVN та кулінарне вікторинне шоу «Грай з Корунем» (пол. Graj z Kuroniem) на TVP1. У 1998 році йому було присуджено премію «Wiktory».

### Приватне життя
Був одружений з Йоанною та мав четверо дітей: Яна, Якуба, Кацпера і Гаю.

### Смерть і похорони
Раптово помер 25 грудня 2008 року в своєму будинку в Ізабеліні під Варшавою через сильну недостатність кровообігу. 7 січня 2009 року його поховали на Повонзківському кладовищі у Варшаві (розділ 85-2-10). У день похорону, «за видатні заслуги в діяльності на користь демократичних перемін в Польщі та за участь у формуванні соціальних настроїв поляків», був посмертно нагороджений Офіцерським хрестом Ордена Відродження Польщі.